# وارنهولتس
وارنهولتس (به آلمانی: Wahrenholz) یک شهر در آلمان است که در گیفهورن واقع شده‌است. وارنهولتس ۳٬۸۱۴ نفر جمعیت دارد.